# Parnia Abbasi
Parnia Abbasi-Arimi (23 juni 2002 – Teheran, 13 juni 2025), beter bekend als Parnia Abbasi, was een Iraans dichter.

## Levensloop
Haar vader Parviz Abbasi was een gepensioneerde medewerker van het Ministerie van Onderwijs en haar moeder Masoumeh Shahriari was een gepensioneerd bankbediende. Ze woonde samen met haar ouders en broer Parham in de Sattarkhan buurt in het westen van Teheran. Abbasi studeerde af als vertaler Engels aan de Qazvin Islamitische Azad Universiteit. Ze legde het nationale toelatingsexamen voor een masteropleiding in management af en hoewel ze hiervoor was geslaagd, besloot ze nog niet met deze opleiding te starten om haar baan als bankbediende te behouden. Daarnaast was ze werkzaam als lerares Engels.

### Poëzie
Haar poëtische werk stond bekend als beschouwend en emotioneel geladen. Een van haar inspiratiebronnen was de Iraanse dichter Nader Naderpour die betrokken was bij de Iraanse nieuwe poëziebeweging. Daarnaast haalde ze inspiratie uit alledaagse gebeurtenissen: "Ik kijk naar alles wat er in mijn leven gebeurt op een manier die me in staat stelt erover te schrijven en uit te drukken wat ik op dat moment voelde door middel van poëzie." Haar werk werd onder meer gepubliceerd in het literaire tijdschrift Vazn-e Donya. De Duitse afdeling van PEN International, een internationale schrijversorganisatie, omschreef haar als een 'opkomende stem van de jonge Iraanse dichtersgeneratie'. Haar bekendste werk is het gedicht The Extinguished Star dat gaat over het contrast tussen licht en donker, hoop en verlies en vrijheid en onderdrukking. Abbasi werkte volgens Iraanse media aan een dichtbundel die de titel Panjerahā be samt-e Enfejār ('Raam met uitzicht op de explosie') zou krijgen.

### Overlijden
Abbasi kwam op 13 juni 2025 in Teheran om het leven bij een Israëlische luchtaanval. Een foto van een bebloed matras, bedolven onder brokstukken, waarbij lange haren zichtbaar waren tussen het puin, werd gepubliceerd door het Iraanse persbureau Fars en gedeeld in de media. Een vriendin bevestigde dat het om een foto van Abbasi ging, maar dit werd niet geverifieerd. Vazn-e Donya was de eerste die de dood van Abbasi bevestigde. Ter nagedachtenis publiceerden zij het gedicht The Extinguished Star op social media. Tijdens een evenement van de Verenigde Naties in Parijs op 18 juni 2025 werd door internationale vredesactivisten stilgestaan bij de dood van Abbasi.
Na haar dood deden diverse complottheorieën over Abbasi de ronde. Zo werd er beweerd dat zij de dochter was van de Iraanse kernwetenschapper Fereydoon Abbasi, wat onjuist is. Daarnaast waren er geruchten dat ze banden had met Iraanse veiligheidstroepen en dat Abbasi de auteur was van een lovend gedicht over de in 2020 omgekomen Iraanse militaire bevelhebber Qassem Soleimani. Dat laatste gerucht werd weerlegd door de Perzische factcheckorganisatie Factnameh.